# Kirche Hörnitz

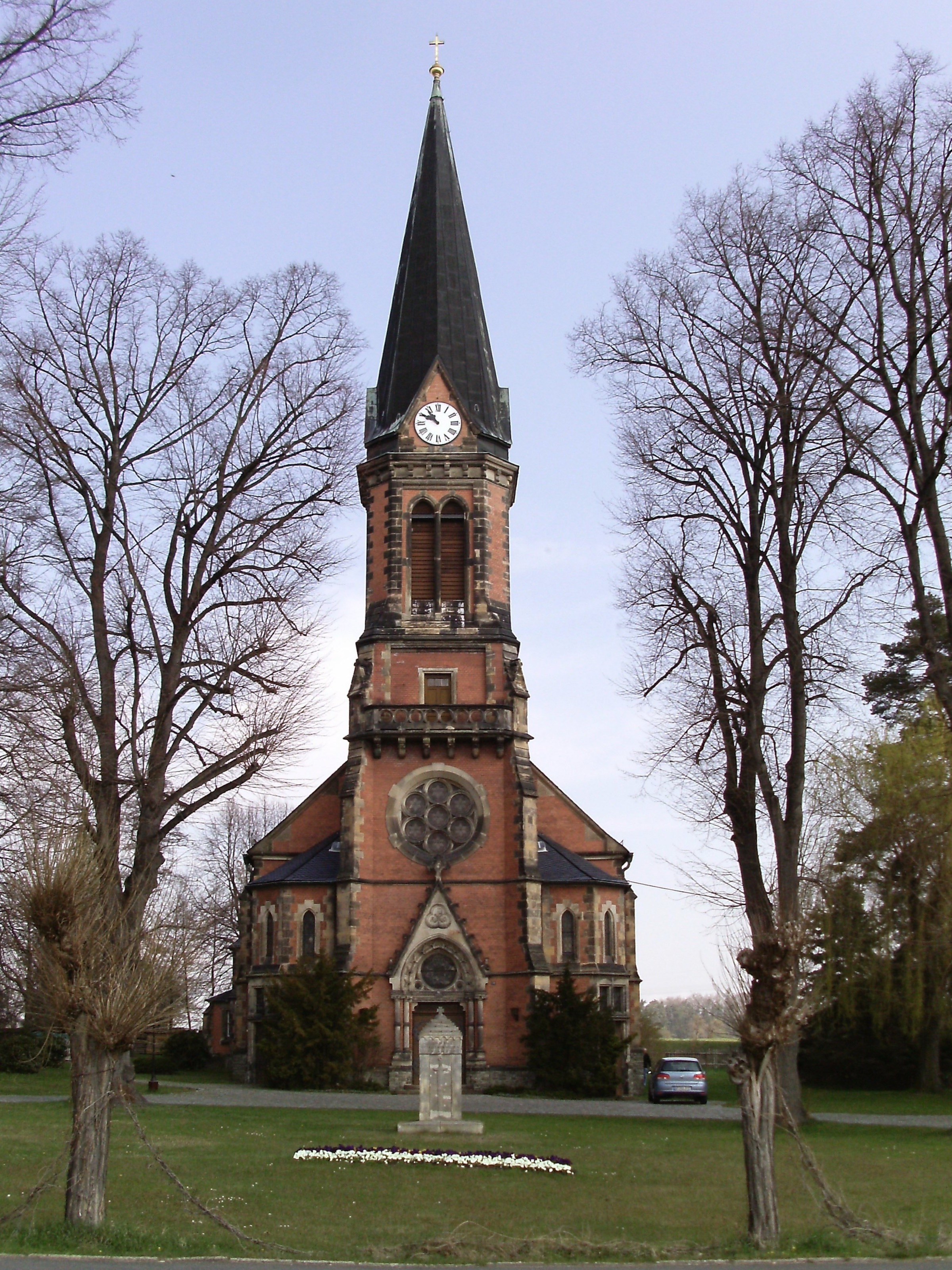
Kirche in Hörnitz, Südansicht

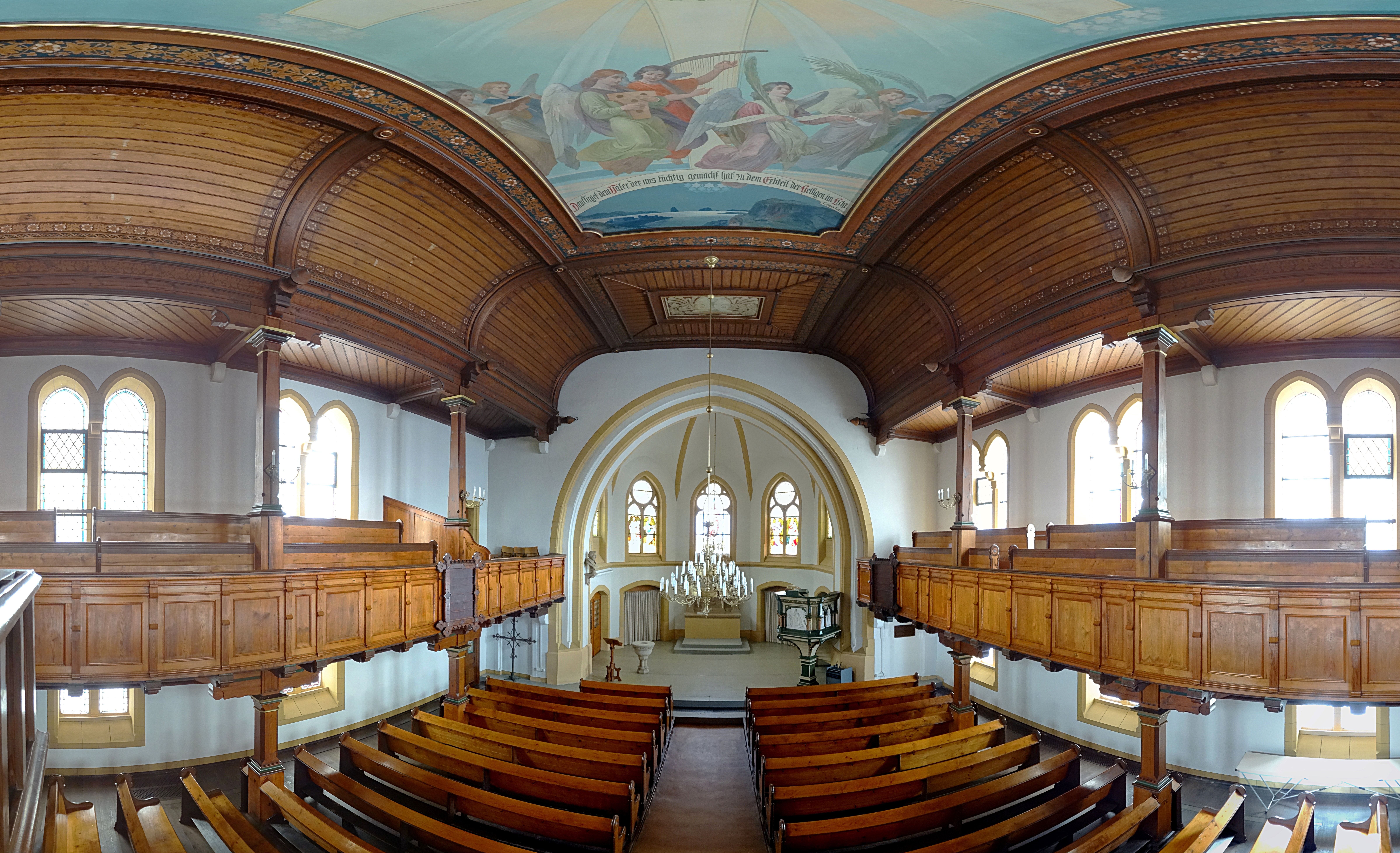
Innenraum-Panorama

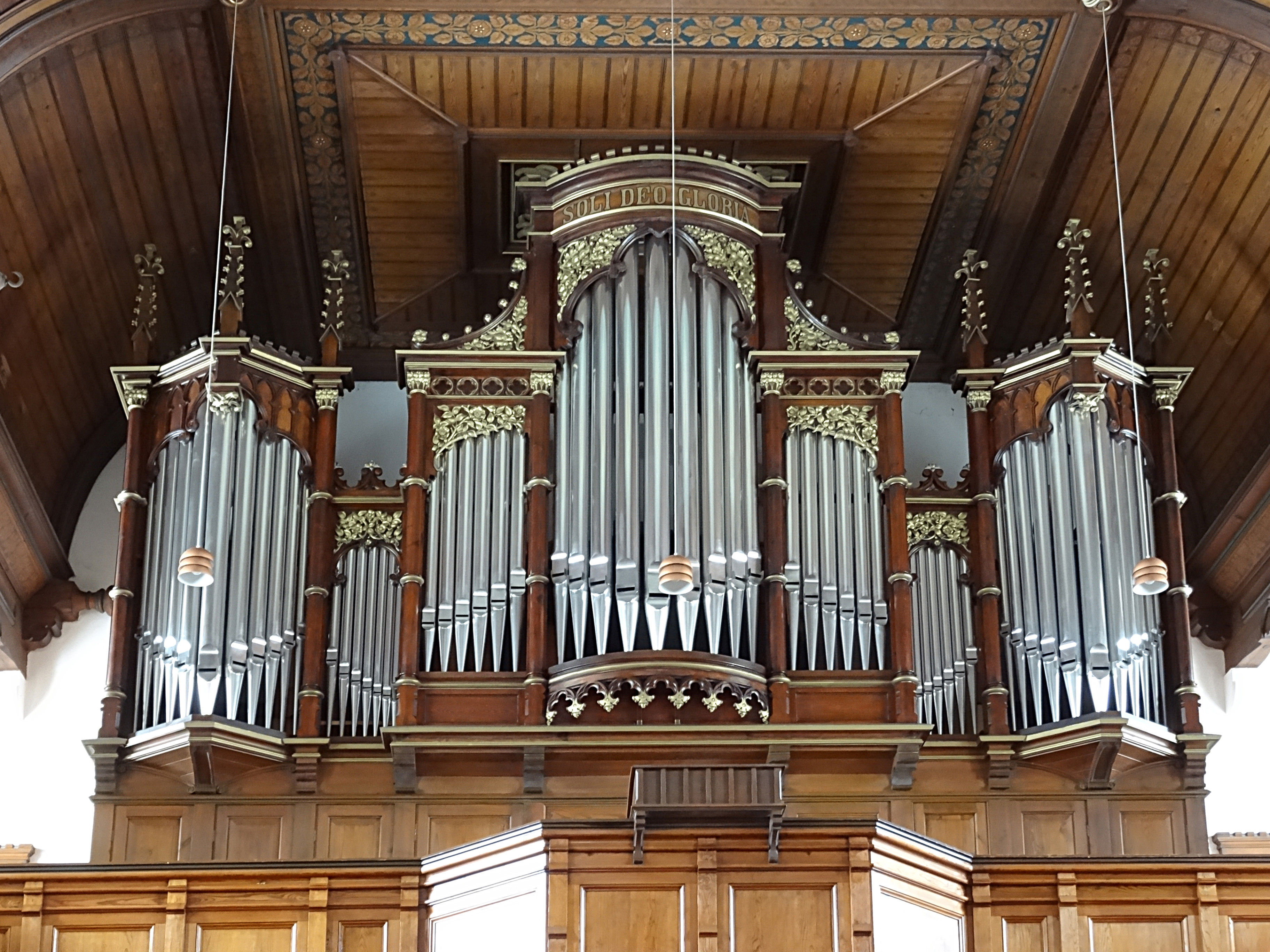
Die Schuster-Orgel

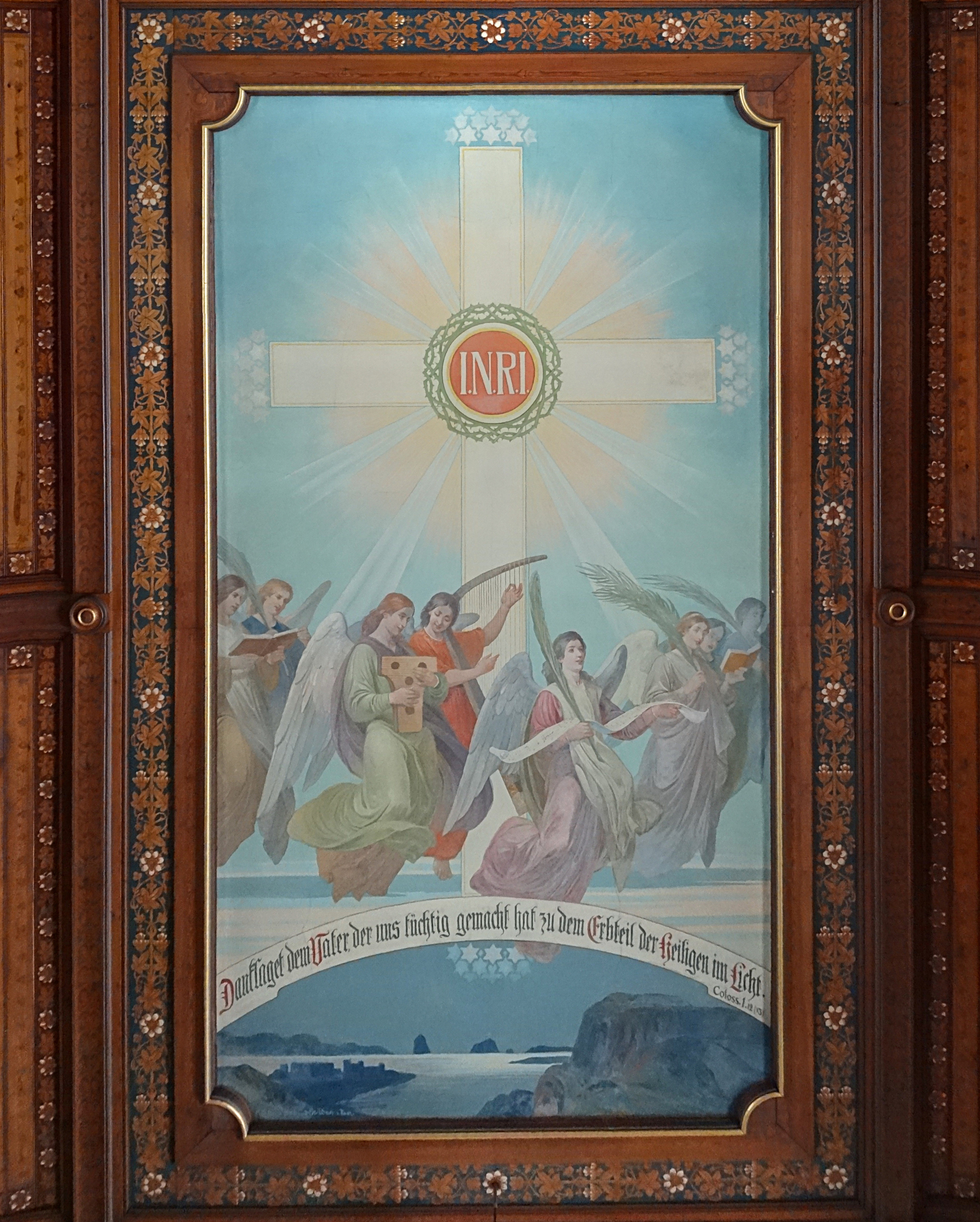
Deckenbild

Die Evangelisch-lutherische Kirche Hörnitz steht im Ortsteil Hörnitz der Gemeinde Bertsdorf-Hörnitz im Landkreis Görlitz, Sachsen. Sie ist eine Filialkirche der evangelisch-lutherischen Kirchgemeinde Großschönau.

## Lage
Die Kirche befindet sich nordwestlich des Schlosses Althörnitz in eingerückter Bebauung neben dem ehemaligen Gasthof Stadt Zittau an der Nordseite der Zittauer Straße in Hörnitz.

## Beschreibung
Der neogotische Backsteinbau mit einem 50 Meter hohen Kirchturm mit Turmuhr und Portal an der Südseite wird von einem kleinen Park umgeben, in dessen südöstlichem Teil das Pfarrhaus steht. Das Kircheninnere wird geprägt durch eine reichhaltige Holzausgestaltung. Die aus 1500 Pfeifen bestehende Orgel stammt aus der Werkstatt von A. Schuster & Sohn in Zittau.
In einer Linie vor dem Haupteingang steht ein aus Sandstein gefertigtes Denkmal für die Gefallenen des Ersten Weltkrieges.

## Geschichte
Die Gemeinden Neu- und Althörnitz waren bis zum Ende des 19. Jahrhunderts nach Zittau eingepfarrt. 1899 erfolgte der Beschluss zur Bildung einer Pfarrei in Althörnitz.
Zwischen 1900 und 1901 erfolgte der Bau der Kirche nach dem Projekt von Theodor Quentin. Die Kirche wurde am 30. September 1901 eingeweiht. Bis zum Anschluss an die Stromversorgung waren die beiden Kronleuchter mit Kerzen bestückt und wurden zum Anzünden heruntergelassen. Das Läuten der Glocken erfolgte mittels Seilen und die Turmuhr wurde alle zwei Tage mittels Gewichten aufgezogen. Ebenso war das Orgelspiel nur bei Betätigung der Pedale für den Blasebalg möglich. Diese heute sich nicht mehr in Gebrauch befindlichen mechanischen Vorrichtungen sind sämtlich erhalten.
Renovierungen der Kirche erfolgten in den 1980er Jahren. Die Schuster-Orgel wurde 1999 generalüberholt, die seit dem Ersten Weltkrieg fehlenden Prospektpfeifen erneuert und am 26. September neu geweiht.
Seit dem Zusammenschluss der Kirchgemeinden Hörnitz, Großschönau-Waltersdorf und Hainewalde zur Kirchgemeinde Großschönau am 1. Januar 2014 ist die Hörnitzer Kirche eine Filialkirche der Kirchgemeinde Großschönau. Der Eingang an der Westseite wurde im November 2014 für Rollstuhlfahrer hergerichtet.